# Jean-François Lachaud
Pour les articles homonymes, voir Lachaud.
Jean-François Lachaud (né le 20 novembre 1968, à Dunkerque) est un joueur français de Scrabble. Vainqueur du championnat du monde individuel en 1995 et en 2024 « Scrabblerama » l'ouvrage officiel de la Fédération française de Scrabble le choisit également comme le meilleur joueur des années 1994 à 2004. Il est aujourd'hui le numéro un du classement international des joueurs de Scrabble francophone.
Sa carrière commence quand il n'a que 10 ans, au club local de Dunkerque et a disputé le Championnat de France classique en 1979, à l'âge de 10 ans. Après des années d'études, il remporte le titre de champion du monde junior à 15 ans. Il remporte son premier titre de « champion de France par paires » en 1991, remportant aussi le titre de blitz. En 1995 il remporte le championnat du monde, ne perdant que 6 points en 5 manches, soit 99,87 %, le deuxième meilleur pourcentage de l'histoire du championnat,. En 1998 il remporte son cinquième titre de « champion de France par paires » (dont trois fois avec Aurélien Kermarrec), un record qu'il détient seul. Il n'avait jamais remporté le championnat de France jusqu'en 2009, mais avait fini 12 fois dans les 5 premiers, ce qui est aussi un record. Il a fini deuxième du tournoi quatre fois.
Les 30 et 31 mai 2009, il finit 1er ex aequo avec Fabien Fontas lors du Championnat de France de Scrabble duplicate. Ils décident de partager le titre au lieu de faire un départage. C'est la première fois qu'il y a deux champions de France de la même année.
Exerçant la profession d'analyste des marchés financiers en région parisienne, Jean-François Lachaud est l'un des piliers du club de Fruges.

## Palmarès
- Premier du classement mondial de Scrabble duplicate au 1er mars 2017[3]
- Champion du monde (1995, 2024)[4]
- Champion du monde de Blitz (2016)
- Champion du monde par paires
  - avec Aurélien Kermarrec (1994, 1995)
  - avec Anthony Clémenceau (2002)
- Champion de France (2009, ex aequo avec Fabien Fontas, 2022)
- Champion de France par paires
  - avec Jérôme Mourot (1991, 1992)
  - avec Aurélien Kermarrec (1996, 1997, 1998)
- Champion de France de blitz (1991)
- Vainqueur du Festival de Vichy (1992, 1997, 2001, 2007, 2013)
- Vainqueur du Festival de Cannes (1991, 1993, 1996, 2003, 2004[5], 2017)
- Vainqueur du Festival d'Aix-les-Bains (1993, 2000)
- Vainqueur du Festival de Bruxelles (1992, 1993)
- Vainqueur du Festival des Lilas (2007)[6]